# Juan Marrero Pérez
Juan Marrero Pérez, conocido como Hilario (Las Palmas de Gran Canaria, Canarias, España, 8 de diciembre de 1905- ib., 14 de febrero de 1989), es un exfutbolista español. Jugó de delantero.

## Trayectoria como jugador
- 1922-25 C.D. Porteño
- 1925-28 Real Club Victoria
- 1928-31 Deportivo de La Coruña
- 1931-36 Real Madrid
- 1936-39 Valencia CF
- 1939-40 FC Barcelona
- 1940-42 Deportivo de La Coruña
- 1942-43 Elche Club de Fútbol

## Trayectoria como entrenador
Entrenó a Deportivo de La Coruña (en tres periodos distintos), Elche CF, como entrenador-jugador, Racing Club de Ferrol (en varias etapas), al desaparecido Club Betanzos y al Girona FC.

## Internacionalidades
- 2 veces internacional con la Selección española de fútbol, la primera de ellas en la goleada de Inglaterra a España por 7-1 (diciembre de 1931) y la segunda en la victoria ante Francia por 2-0 (enero de 1935), encuentro en el que anotaría un gol.